# Chambre des députés (Bolivie)
Pour les autres articles nationaux ou selon les autres juridictions, voir Chambre des députés.
IIIe législature
Palais législatif
La Chambre des députés (en espagnol : Cámara de Diputados) est la chambre basse de l'Assemblée législative plurinationale de Bolivie. Elle est composée de 130 membres élus pour cinq ans.

## Histoire
Depuis la Constitution de 1831, le Congrès national était composé du Sénat et de la Chambre des représentants et ce n’est qu’en 1861 que la Chambre basse est devenue la Chambre des députés. Quelques années plus tard, avec la réforme de la Magna Carta de 1868, la Chambre des députés a été à nouveau appelée Chambre des représentants. Cependant, en 1871, elle prend définitivement le nom de Chambre des députés.

## Système électoral
Lors des élections générales, les électeurs votent au scrutin majoritaire pour un candidat à la Chambre des députés dans leurs circonscriptions respectives, et votent séparément pour la liste d'un parti.
Le premier vote permet d'attribuer 70 sièges au scrutin uninominal majoritaire à un tour dans autant de circonscriptions électorales. Les 60 sièges restants le sont au scrutin proportionnel plurinominal dans neuf circonscriptions correspondant aux départements du pays ; la répartition se fait à la proportionnelle sur la base du quotient simple, et les sièges restants selon la méthode du plus fort reste.
La Constitution de 2009 dispose que, pour être sénateur ou député à l'Assemblée législative plurinationale, le candidat doit remplir les conditions d'accès à la fonction publique, c'est-à-dire avoir 18 ans au moment de l'élection et avoir résidé deux ans dans le pays avant le jour de sa convocation.